# Piotrków Trybunalski (stacja kolejowa)
Piotrków Trybunalski – stacja kolejowa w Piotrkowie Trybunalskim, w województwie łódzkim, w Polsce. Według klasyfikacji PKP ma kategorię dworca regionalnego. Powstała w połowie XIX w. na trasie Kolei Warszawsko-Wiedeńskiej (obecnie linia kolejowa nr 1).

## Opis
Uroczyste otwarcie stacji miało miejsce 7 października 1846, kiedy to na stację wjechał pociąg z Namiestnikiem Królestwa Polskiego – Iwanem Paskiewiczem.
Tereny kolejowe wokół dworca zajmują powierzchnię około 4 ha. Zbudowano tu liczne obiekty obsługi ruchu kolejowego. Najważniejsze to budynek dworca, lokomotywownia, budynek spedycji towarowej oraz budynki administracyjne i magazynowe. Większość tych obiektów znajduje się na liście obiektów zabytkowych. Obecnie większość z nich pełni inne funkcje, najczęściej handlowe. Jedynie budynek dworca zachował zarówno oryginalną bryłę architektoniczną, jak i obsługę ruchu pasażerskiego jako główną funkcję. Dworzec piotrkowski obsługuje pasażerów Polregio i PKP Intercity. Dworzec pierwotnie zbudowany na peryferiach miasta obecnie wraz z sąsiadującym dworcem autobusowym stanowi ścisłe centrum komunikacyjne Piotrkowa Trybunalskiego.
W latach 2010–2012 przeprowadzono gruntowny remont budynków dworca.

## Ruch pasażerski
| Rok  | Wymiana roczna | Wymiana pasażerska na dobę | Miejsce w Polsce |
| ---- | -------------- | -------------------------- | ---------------- |
| 2017 | 584 000        | 1600                       | bd.              |
| 2018 | 657 000        | 1800                       | bd.              |
| 2019 | 803 000        | 2200                       | 174.             |
| 2020 | 549 000        | 1500                       | 160.             |
| 2021 | 694 000        | 1900                       | 141.             |
| 2022 | 985 500        | 2700                       | 130.             |
| 2023 | 1 095 000      | 3000                       | 129.             |
| 2024 | 1 171 200      | 3200                       | 132.             |

uwaga: bd. - brak danych

## Galeria

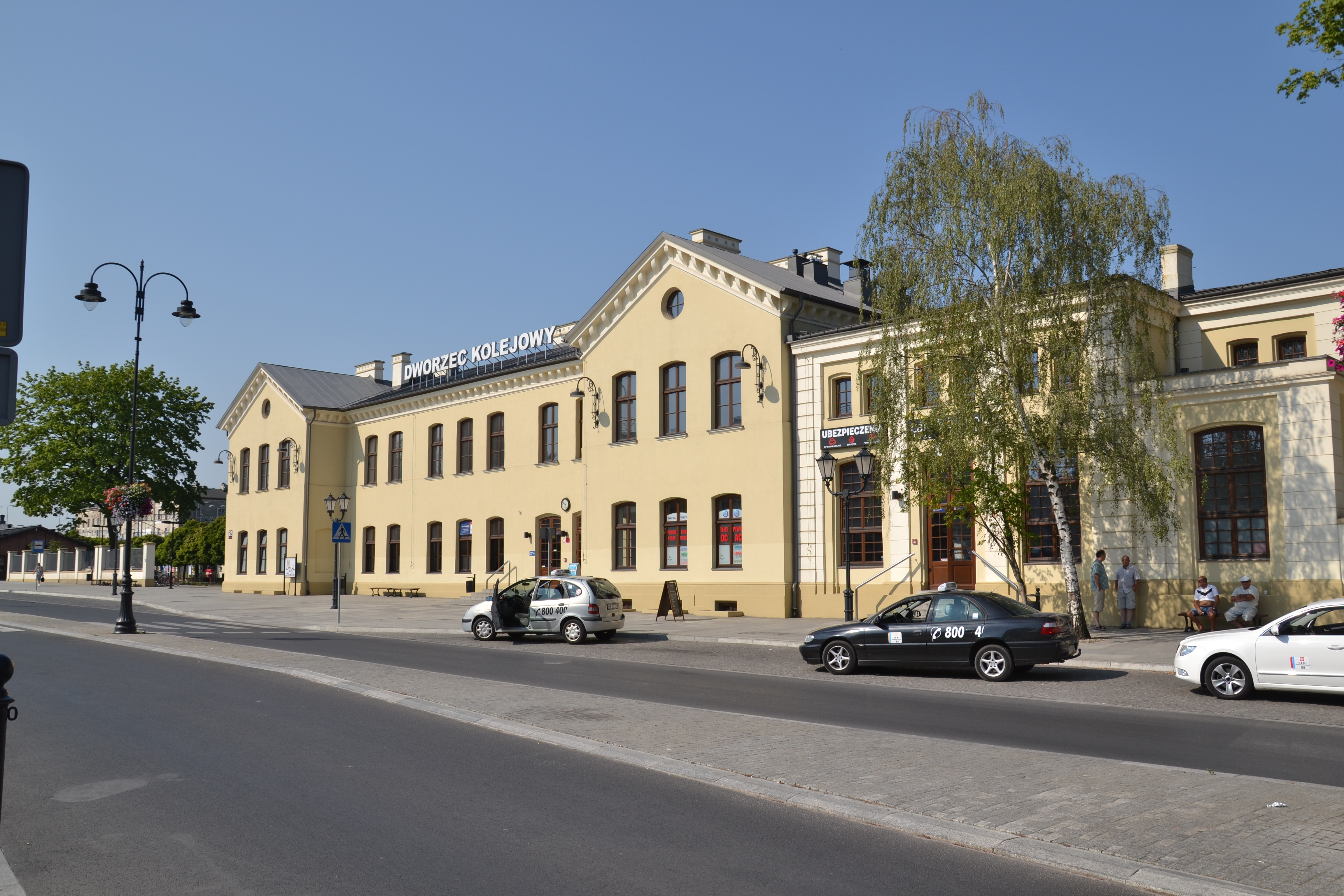
Dworzec od strony miasta
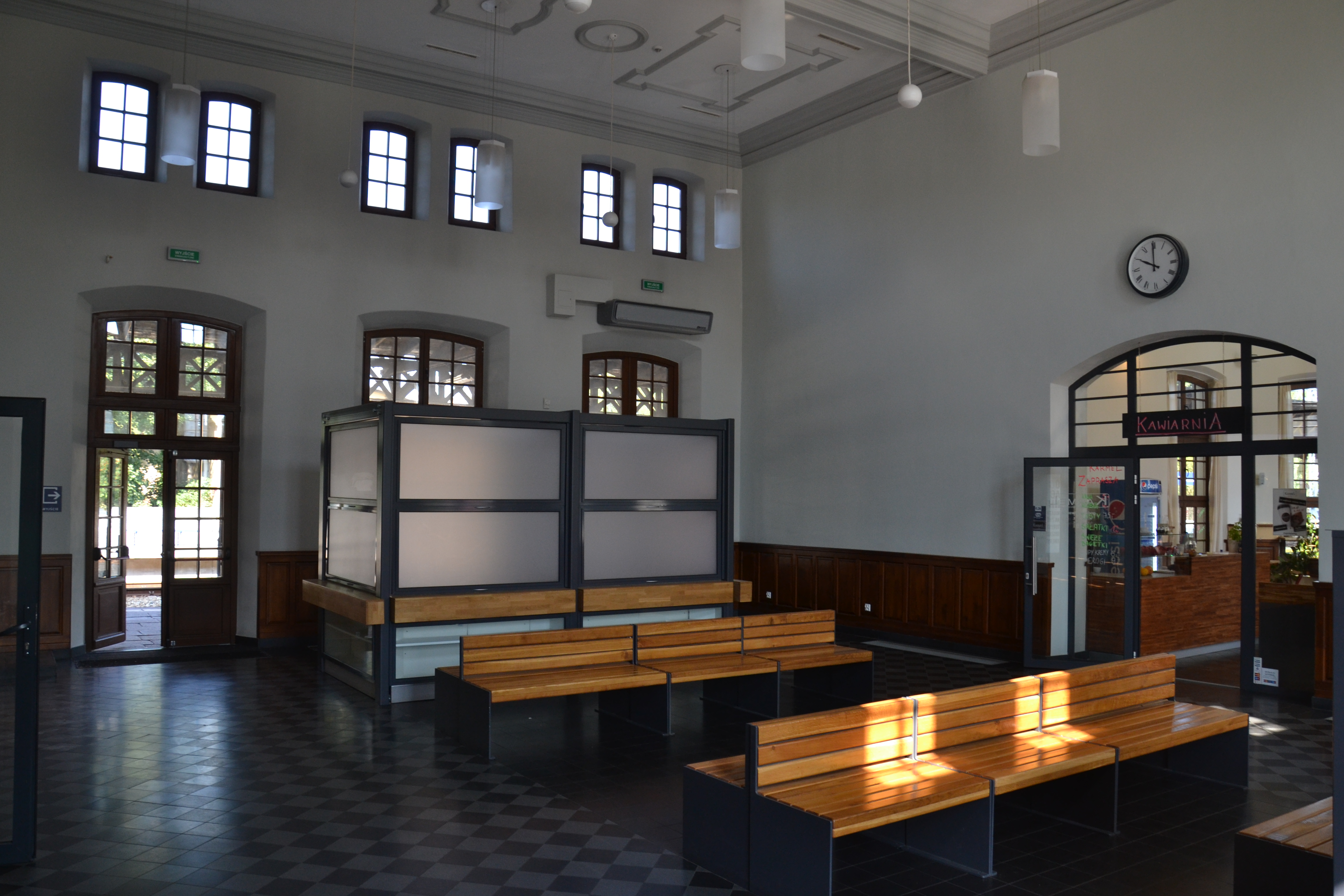
Poczekalnia
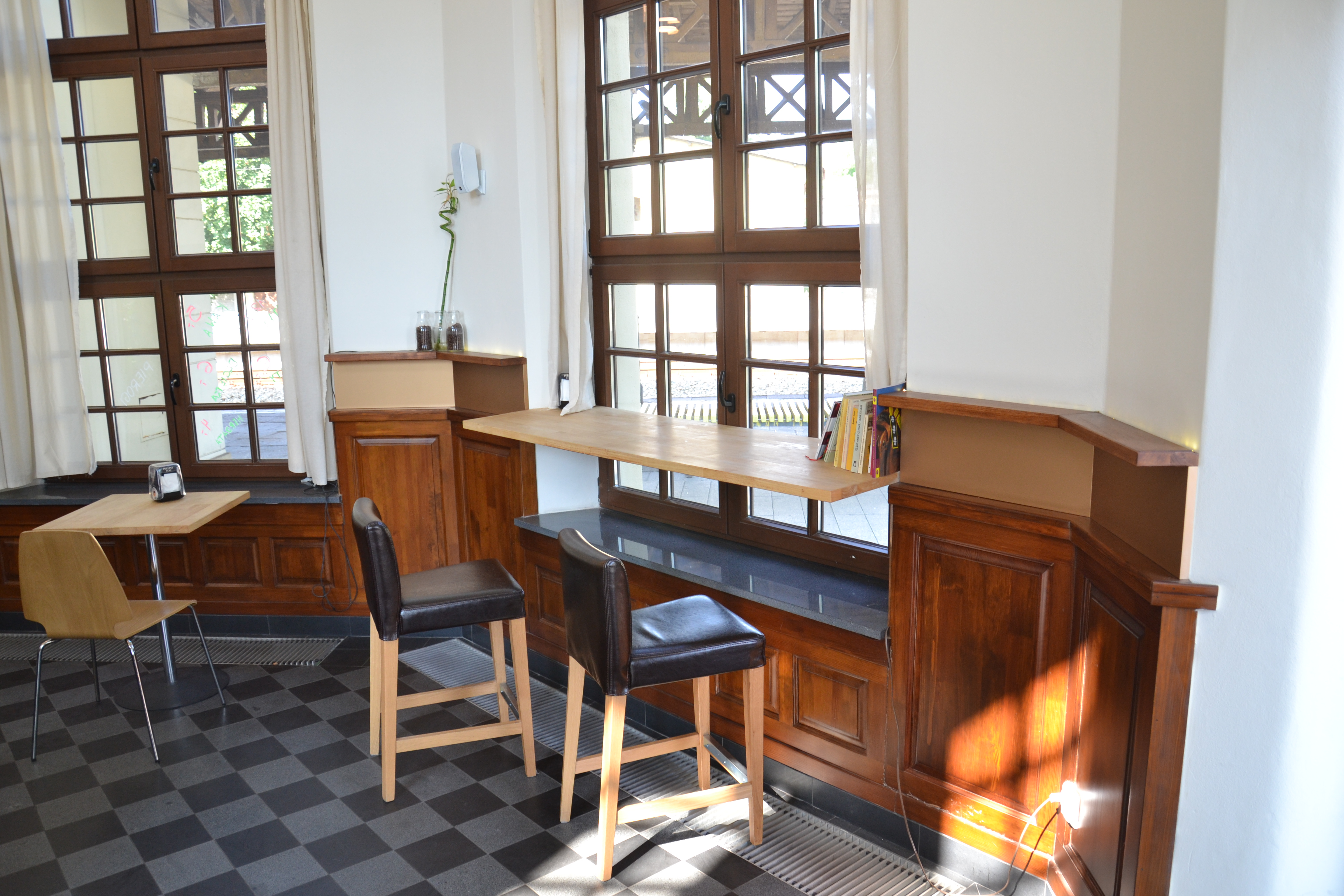
Kawiarnia dworcowa
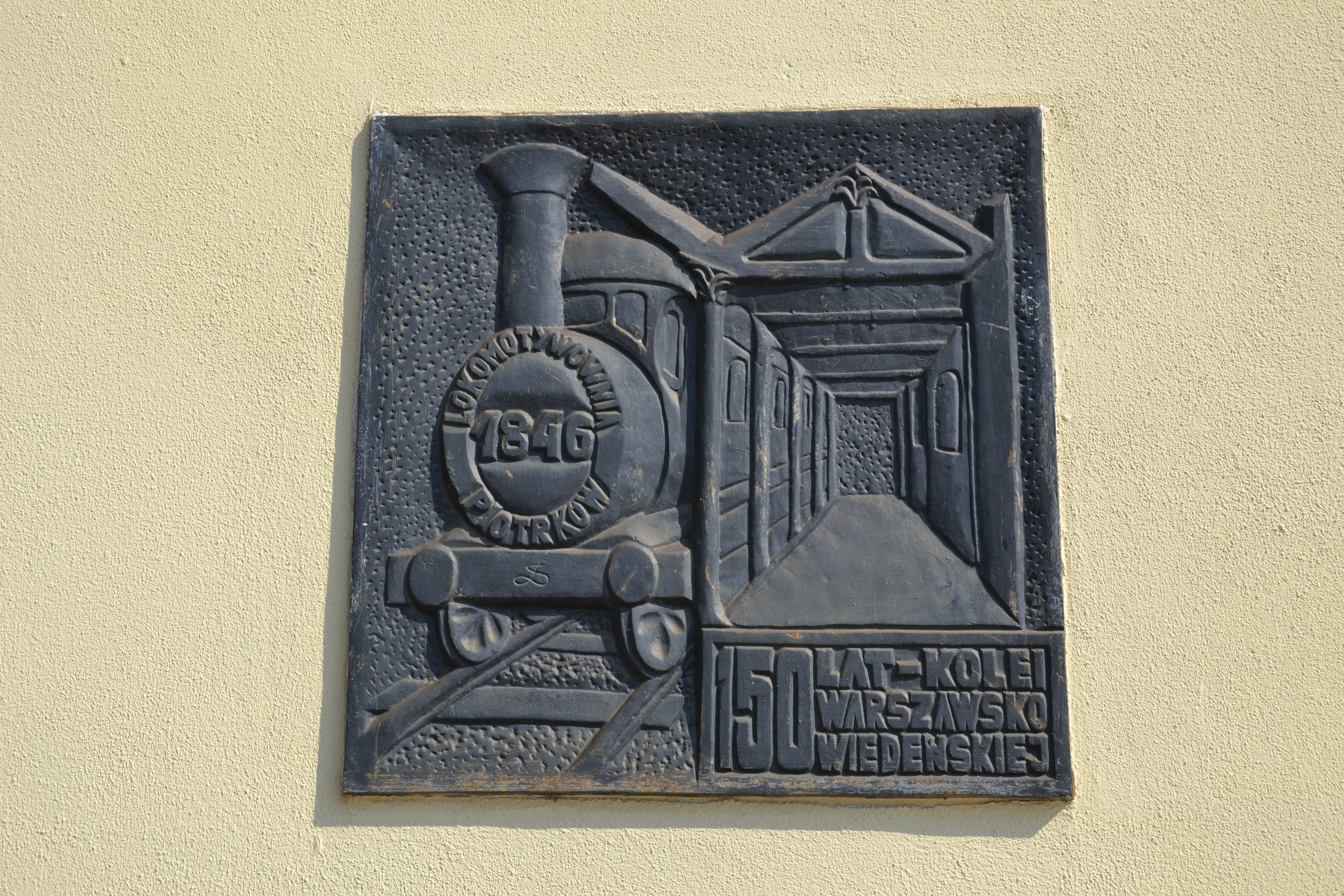
Tablica pamiątkowa 150 lat Kolei Warszawsko-Wiedeńskiej
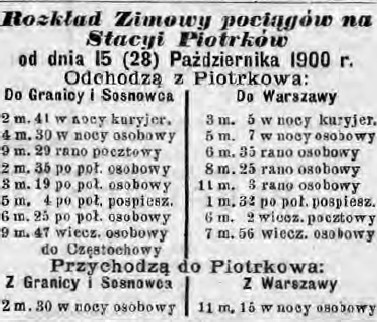
Rozkład jazdy pociągów na stacji Piotrków w 1900/1901 r.